# Libnotes stantoni
Libnotes stantoni är en tvåvingeart som beskrevs av Edwards 1916. Libnotes stantoni ingår i släktet Libnotes och familjen småharkrankar. Inga underarter finns listade i Catalogue of Life.